# Lista de campeões em duplas de torneios do Grand Slam
Esta é a lista de campeões em duplas do Australian Open, de Roland Garros, de Wimbledon e do US Open.
A era amadora durou do início de cada torneio até o Australian Open de 1968. Neste período, com exceção de Wimbledon, as competições tinham outros nomes: o Australian Open foi o Australian Championships (1968–1927) e o Australasian Championships (até 1926). Roland Garros, o French Championships (1967–1925) e o French National Championship (até 1924). O US Open, o U.S. National Championships.
A era profissional ou aberta começou no Torneio de Roland Garros de 1968 e vai até os dias atuais.

## Por ano

### Era aberta
| Ano  | Australian Open                                 | Roland Garros                                   | Wimbledon                                           | US Open                                         |
| ---- | ----------------------------------------------- | ----------------------------------------------- | --------------------------------------------------- | ----------------------------------------------- |
| 2025 | Harri Heliövaara (2/2) Henry Patten (2/2)       |                                                 |                                                     |                                                 |
| 2024 | Rohan Bopanna Matthew Ebden (2/2)               | Marcelo Arévalo (2/2) Mate Pavić (4/4)          | Harri Heliövaara (1/2) Henry Patten (1/2)           | Max Purcell (2/2) Jordan Thompson               |
| 2023 | Rinky Hijikata Jason Kubler                     | Ivan Dodig (3/3) Austin Krajicek                | Wesley Koolhof Neal Skupski                         | Rajeev Ram (4/4) Joe Salisbury (4/4)            |
| 2022 | Thanasi Kokkinakis Nick Kyrgios                 | Marcelo Arévalo (1/2) Jean-Julien Rojer (3/3)   | Matthew Ebden (1/2) Max Purcell (1/2)               | Rajeev Ram (3/4) Joe Salisbury (3/4)            |
| 2021 | Ivan Dodig (2/3) Filip Polášek                  | Pierre-Hugues Herbert (5/5) Nicolas Mahut (5/5) | Nikola Mektić Mate Pavić (3/4)                      | Rajeev Ram (2/4) Joe Salisbury (2/4)            |
| 2020 | Rajeev Ram (1/4) Joe Salisbury (1/4)            | Kevin Krawietz (2/2) Andreas Mies (2/2)         | Torneio não realizado devido à pandemia de COVID-19 | Mate Pavić (2/4) Bruno Soares (3/3)             |
| 2019 | Pierre-Hugues Herbert (4/5) Nicolas Mahut (4/5) | Kevin Krawietz (1/2) Andreas Mies (1/2)         | Juan Sebastián Cabal (1/2) Robert Farah (1/2)       | Juan Sebastián Cabal (2/2) Robert Farah (2/2)   |
| 2018 | Oliver Marach Mate Pavić (1/4)                  | Pierre-Hugues Herbert (3/5) Nicolas Mahut (3/5) | Mike Bryan (17/18) Jack Sock (2/3)                  | Mike Bryan (18/18) Jack Sock (3/3)              |
| 2017 | Henri Kontinen John Peers                       | Ryan Harrison Michael Venus                     | Łukasz Kubot (2/2) Marcelo Melo (2/2)               | Jean-Julien Rojer (2/3) Horia Tecău (2/2)       |
| 2016 | Jamie Murray (1/2) Bruno Soares (1/3)           | Feliciano López Marc López                      | Pierre-Hugues Herbert (2/5) Nicolas Mahut (2/5)     | Jamie Murray (2/2) Bruno Soares (2/3)           |
| 2015 | Simone Bolelli Fabio Fognini                    | Ivan Dodig (1/3) Marcelo Melo (1/2)             | Jean-Julien Rojer (1/3) Horia Tecău (1/2)           | Pierre-Hugues Herbert (1/5) Nicolas Mahut (1/5) |
| 2014 | Łukasz Kubot (1/2) Robert Lindstedt             | Julien Benneteau Édouard Roger-Vasselin         | Vasek Pospisil Jack Sock (1/3)                      | Bob Bryan (16/16) Mike Bryan (16/18)            |
| 2013 | Bob Bryan (13/16) Mike Bryan (13/18)            | Bob Bryan (14/16) Mike Bryan (14/18)            | Bob Bryan (15/16) Mike Bryan (15/18)                | Leander Paes (8/8) Radek Štěpánek (2/2)         |
| 2012 | Leander Paes (7/8) Radek Štěpánek (1/2)         | Max Mirnyi (6/6) Daniel Nestor (8/8)            | Jonathan Marray Frederik Nielsen                    | Bob Bryan (12/16) Mike Bryan (12/18)            |
| 2011 | Bob Bryan (10/16) Mike Bryan (10/18)            | Max Mirnyi (5/6) Daniel Nestor (7/8)            | Bob Bryan (11/16) Mike Bryan (11/18)                | Jürgen Melzer (2/2) Philipp Petzschner (2/2)    |
| 2010 | Bob Bryan (8/16) Mike Bryan (8/18)              | Daniel Nestor (6/8) Nenad Zimonjić (3/3)        | Jürgen Melzer (1/2) Philipp Petzschner (1/2)        | Bob Bryan (9/16) Mike Bryan (9/18)              |
| 2009 | Bob Bryan (7/16) Mike Bryan (7/18)              | Lukáš Dlouhý (1/2) Leander Paes (5/8)           | Daniel Nestor (5/8) Nenad Zimonjić (2/3)            | Lukáš Dlouhý (2/2) Leander Paes (6/8)           |
| 2008 | Jonathan Erlich Andy Ram                        | Pablo Cuevas Luis Horna                         | Daniel Nestor (4/8) Nenad Zimonjić (1/3)            | Bob Bryan (6/16) Mike Bryan (6/18)              |
| 2007 | Bob Bryan (5/16) Mike Bryan (5/18)              | Mark Knowles (3/3) Daniel Nestor (3/8)          | Arnaud Clément Michaël Llodra (3/3)                 | Simon Aspelin Julian Knowle                     |
| 2006 | Bob Bryan (3/16) Mike Bryan (3/18)              | Jonas Björkman (9/9) Max Mirnyi (4/6)           | Bob Bryan (4/16) Mike Bryan (4/18)                  | Martin Damm Leander Paes (4/8)                  |
| 2005 | Wayne Black (2/2) Kevin Ullyett (2/2)           | Jonas Björkman (8/9) Max Mirnyi (3/6)           | Stephen Huss Wesley Moodie                          | Bob Bryan (2/16) Mike Bryan (2/18)              |
| 2004 | Michaël Llodra (2/3) Fabrice Santoro (2/2)      | Xavier Malisse Olivier Rochus                   | Jonas Björkman (7/9) Todd Woodbridge (16/16)        | Mark Knowles (2/3) Daniel Nestor (2/8)          |
| 2003 | Michaël Llodra (1/3) Fabrice Santoro (1/2)      | Bob Bryan (1/16) Mike Bryan (1/18)              | Jonas Björkman (5/9) Todd Woodbridge (14/16)        | Jonas Björkman (6/9) Todd Woodbridge (15/16)    |
| 2002 | Mark Knowles (1/3) Daniel Nestor (1/8)          | Paul Haarhuis (6/6) Yevgeny Kafelnikov (4/4)    | Jonas Björkman (4/9) Todd Woodbridge (13/16)        | Mahesh Bhupathi (4/4) Max Mirnyi (2/6)          |
| 2001 | Jonas Björkman (3/9) Todd Woodbridge (12/16)    | Mahesh Bhupathi (3/4) Leander Paes (3/8)        | Donald Johnson Jared Palmer (2/2)                   | Wayne Black (1/2) Kevin Ullyett (1/2)           |
| 2000 | Ellis Ferreira Rick Leach (5/5)                 | Todd Woodbridge (10/16) Mark Woodforde (11/12)  | Todd Woodbridge (11/16) Mark Woodforde (12/12)      | Lleyton Hewitt Max Mirnyi (1/6)                 |
| 1999 | Jonas Björkman (2/9) Patrick Rafter             | Mahesh Bhupathi (1/4) Leander Paes (1/8)        | Mahesh Bhupathi (2/4) Leander Paes (2/8)            | Sébastien Lareau Alex O'Brien                   |
| 1998 | Jonas Björkman (1/9) Jacco Eltingh (4/6)        | Jacco Eltingh (5/6) Paul Haarhuis (4/6)         | Jacco Eltingh (6/6) Paul Haarhuis (5/6)             | Sandon Stolle Cyril Suk                         |
| 1997 | Todd Woodbridge (8/16) Mark Woodforde (9/12)    | Yevgeny Kafelnikov (2/4) Daniel Vacek (2/3)     | Todd Woodbridge (9/16) Mark Woodforde (10/12)       | Yevgeny Kafelnikov (3/4) Daniel Vacek (3/3)     |
| 1996 | Stefan Edberg (3/3) Petr Korda                  | Yevgeny Kafelnikov (1/4) Daniel Vacek (1/3)     | Todd Woodbridge (6/16) Mark Woodforde (7/12)        | Todd Woodbridge (7/16) Mark Woodforde (8/12)    |
| 1995 | Jared Palmer (1/2) Richey Reneberg (2/2)        | Jacco Eltingh (3/6) Paul Haarhuis (3/6)         | Todd Woodbridge (4/16) Mark Woodforde (5/12)        | Todd Woodbridge (5/16) Mark Woodforde (6/12)    |
| 1994 | Jacco Eltingh (1/6) Paul Haarhuis (1/6)         | Byron Black Jonathan Stark                      | Todd Woodbridge (3/16) Mark Woodforde (4/12)        | Jacco Eltingh (2/6) Paul Haarhuis (2/6)         |
| 1993 | Danie Visser (3/3) Laurie Warder                | Luke Jensen Murphy Jensen                       | Todd Woodbridge (2/16) Mark Woodforde (3/12)        | Ken Flach (4/4) Rick Leach (4/5)                |
| 1992 | Todd Woodbridge (1/16) Mark Woodforde (2/12)    | Jakob Hlasek Marc Rosset                        | John McEnroe (9/9) Michael Stich                    | Jim Grabb (2/2) Richey Reneberg (1/2)           |
| 1991 | Scott Davis David Pate                          | John Fitzgerald (5/7) Anders Järryd (6/8)       | John Fitzgerald (6/7) Anders Järryd (7/8)           | John Fitzgerald (7/7) Anders Järryd (8/8)       |
| 1990 | Pieter Aldrich (1/2) Danie Visser (1/3)         | Sergio Casal (2/2) Emilio Sánchez (3/3)         | Rick Leach (3/5) Jim Pugh (3/3)                     | Pieter Aldrich (2/2) Danie Visser (2/3)         |
| 1989 | Rick Leach (2/5) Jim Pugh (2/3)                 | Jim Grabb (1/2) Patrick McEnroe                 | John Fitzgerald (4/7) Anders Järryd (5/8)           | John McEnroe (8/9) Mark Woodforde (1/12)        |
| 1988 | Rick Leach (1/5) Jim Pugh (1/3)                 | Andrés Gómez (2/2) Emilio Sánchez (1/3)         | Ken Flach (3/4) Robert Seguso (4/4)                 | Sergio Casal (1/2) Emilio Sánchez (2/3)         |
| 1987 | Stefan Edberg (1/3) Anders Järryd (2/8)         | Anders Järryd (3/8) Robert Seguso (2/4)         | Ken Flach (2/4) Robert Seguso (3/4)                 | Stefan Edberg (2/3) Anders Järryd (4/8)         |
| 1986 | Torneio não realizado devido à mudança de data  | John Fitzgerald (3/7) Tomáš Šmíd (2/2)          | Joakim Nyström Mats Wilander                        | Andrés Gómez (1/2) Slobodan Živojinović         |
| 1985 | Paul Annacone Christo van Rensburg ‡            | Mark Edmondson (5/5) Kim Warwick (4/4)          | Heinz Günthardt (2/2) Balázs Taróczy (2/2)          | Ken Flach (1/4) Robert Seguso (1/4)             |
| 1984 | Mark Edmondson (4/5) Sherwood Stewart (3/3) ‡   | Henri Leconte Yannick Noah                      | Peter Fleming (7/7) John McEnroe (7/9)              | John Fitzgerald (2/7) Tomáš Šmíd (1/2)          |
| 1983 | Mark Edmondson (3/5) Paul McNamee (4/4) ‡       | Anders Järryd (1/8) Hans Simonsson              | Peter Fleming (5/7) John McEnroe (5/9)              | Peter Fleming (6/7) John McEnroe (6/9)          |
| 1982 | John Alexander (2/2) John Fitzgerald (1/7) ‡    | Sherwood Stewart (2/3) Ferdi Taygan             | Peter McNamara (3/3) Paul McNamee (3/4)             | Kevin Curren Steve Denton                       |
| 1981 | Mark Edmondson (2/5) Kim Warwick (3/4) ‡        | Heinz Günthardt (1/2) Balázs Taróczy (1/2)      | Peter Fleming (3/7) John McEnroe (3/9)              | Peter Fleming (4/7) John McEnroe (4/9)          |
| 1980 | Mark Edmondson (1/5) Kim Warwick (2/4) ‡        | Victor Amaya Hank Pfister (2/2)                 | Peter McNamara (2/3) Paul McNamee (2/4)             | Robert Lutz (5/5) Stan Smith (5/5)              |
| 1979 | Peter McNamara (1/3) Paul McNamee (1/4) ‡       | Gene Mayer (2/2) Sandy Mayer (2/2)              | Peter Fleming (1/7) John McEnroe (1/9)              | Peter Fleming (2/7) John McEnroe (2/9)          |
| 1978 | Wojtek Fibak Kim Warwick (1/4) ‡                | Gene Mayer (1/2) Hank Pfister (1/2)             | Bob Hewitt (9/9) Frew McMillan (5/5)                | Robert Lutz (4/5) Stan Smith (4/5)              |
| 1977 | Ray Ruffels Allan Stone (2/2) ‡                 | Brian Gottfried (3/3) Raúl Ramírez (3/3)        | Ross Case (2/2) Geoff Masters (2/2)                 | Bob Hewitt (8/9) Frew McMillan (4/5)            |
| 1977 | Arthur Ashe (2/2) Tony Roche (13/13)            | Brian Gottfried (3/3) Raúl Ramírez (3/3)        | Ross Case (2/2) Geoff Masters (2/2)                 | Bob Hewitt (8/9) Frew McMillan (4/5)            |
| 1976 | John Newcombe (17/17) Tony Roche (12/13)        | Fred McNair Sherwood Stewart (1/3)              | Brian Gottfried (2/3) Raúl Ramírez (2/3)            | Tom Okker (2/2) Marty Riessen (2/2)             |
| 1975 | John Alexander (1/2) Phil Dent                  | Brian Gottfried (1/3) Raúl Ramírez (1/3)        | Vitas Gerulaitis Sandy Mayer (1/2)                  | Jimmy Connors (2/2) Ilie Năstase (3/3)          |
| 1974 | Ross Case (1/2) Geoff Masters (1/2)             | Dick Crealy (2/2) Onny Parun                    | John Newcombe (16/17) Tony Roche (11/13)            | Robert Lutz (3/5) Stan Smith (3/5)              |
| 1973 | Malcolm Anderson (2/2) John Newcombe (13/17)    | John Newcombe (14/17) Tom Okker (1/2)           | Jimmy Connors (1/2) Ilie Năstase (2/3)              | Owen Davidson (2/2) John Newcombe (15/17)       |
| 1972 | Owen Davidson (1/2) Ken Rosewall (9/9)          | Bob Hewitt (6/9) Frew McMillan (3/5)            | Bob Hewitt (7/9) Frew McMillan (2/5)                | Cliff Drysdale Roger Taylor (2/2)               |
| 1971 | John Newcombe (11/17) Tony Roche (10/13)        | Arthur Ashe (1/2) Marty Riessen (1/2)           | Roy Emerson (16/16) Rod Laver (6/6)                 | John Newcombe (12/17) Roger Taylor (1/2)        |
| 1970 | Robert Lutz (2/5) Stan Smith (2/5)              | Ilie Năstase (1/3) Ion Ţiriac                   | John Newcombe (10/17) Tony Roche (9/13)             | Pierre Barthès Nikola Pilić                     |
| 1969 | Roy Emerson (15/16) Rod Laver (5/6)             | John Newcombe (8/17) Tony Roche (7/13)          | John Newcombe (9/17) Tony Roche (8/13)              | Ken Rosewall (8/9) Fred Stolle (10/10)          |
| 1968 |                                                 | Ken Rosewall (7/9) Fred Stolle (9/10)           | John Newcombe (7/17) Tony Roche (6/13)              | Robert Lutz (1/5) Stan Smith (1/5)              |

### Era amadora
| Ano  | Australian Open                                        | Roland Garros                                          | Wimbledon                                              | US Open                                         |
| ---- | ------------------------------------------------------ | ------------------------------------------------------ | ------------------------------------------------------ | ----------------------------------------------- |
| 1968 | Dick Crealy (1/2) Allan Stone (1/2)                    |                                                        |                                                        |                                                 |
| 1967 | John Newcombe (4/17) Tony Roche (3/13)                 | John Newcombe (5/17) Tony Roche (4/13)                 | Bob Hewitt (5/9) Frew McMillan (1/5)                   | John Newcombe (6/17) Tony Roche (5/13)          |
| 1966 | Roy Emerson (13/16) Fred Stolle (7/10)                 | Clark Graebner Dennis Ralston (5/5)                    | Ken Fletcher (2/2) John Newcombe (3/17)                | Roy Emerson (14/16) Fred Stolle (8/10)          |
| 1965 | John Newcombe (1/17) Tony Roche (1/13)                 | Roy Emerson (11/16) Fred Stolle (5/10)                 | John Newcombe (2/17) Tony Roche (2/13)                 | Roy Emerson (12/16) Fred Stolle (6/10)          |
| 1964 | Bob Hewitt (3/9) Fred Stolle (3/10)                    | Roy Emerson (10/16) Ken Fletcher (1/2)                 | Bob Hewitt (4/9) Fred Stolle (4/10)                    | Chuck McKinley (3/3) Dennis Ralston (4/5)       |
| 1963 | Bob Hewitt (2/9) Fred Stolle (2/10)                    | Roy Emerson (9/16) Manuel Santana                      | Rafael Osuna (3/3) Antonio Palafox (2/2)               | Chuck McKinley (2/3) Dennis Ralston (3/5)       |
| 1962 | Roy Emerson (7/16) Neale Fraser (10/11)                | Roy Emerson (8/16) Neale Fraser (11/11)                | Bob Hewitt (1/9) Fred Stolle (1/10)                    | Rafael Osuna (2/3) Antonio Palafox (1/2)        |
| 1961 | Rod Laver (3/6) Robert Mark (3/3)                      | Roy Emerson (5/16) Rod Laver (4/6)                     | Roy Emerson (6/16) Neale Fraser (9/11)                 | Chuck McKinley (1/3) Dennis Ralston (2/5)       |
| 1960 | Rod Laver (2/6) Robert Mark (2/3)                      | Roy Emerson (3/16) Neale Fraser (7/11)                 | Rafael Osuna (1/3) Dennis Ralston (1/5)                | Roy Emerson (4/16) Neale Fraser (8/11)          |
| 1959 | Rod Laver (1/6) Robert Mark (1/3)                      | Nicola Pietrangeli Orlando Sirola                      | Roy Emerson (1/16) Neale Fraser (5/11)                 | Roy Emerson (2/16) (6/11) Neale Fraser          |
| 1958 | Ashley Cooper (3/4) Neale Fraser (3/11)                | Ashley Cooper (4/4) Neale Fraser (4/11)                | Sven Davidson Ulf Schmidt                              | Alex Olmedo Hamilton Richardson                 |
| 1957 | Neale Fraser (1/11) Lew Hoad (8/8)                     | Malcolm Anderson (1/2) Ashley Cooper (1/4)             | Gardnar Mulloy (5/5) Budge Patty                       | Ashley Cooper (2/4) Neale Fraser (2/11)         |
| 1956 | Lew Hoad (5/8) Ken Rosewall (4/9)                      | Don Candy Robert Perry                                 | Lew Hoad (6/8) Ken Rosewall (5/9)                      | Lew Hoad (7/8) Ken Rosewall (6/9)               |
| 1955 | Vic Seixas (4/5) Tony Trabert (4/5)                    | Vic Seixas (5/5) Tony Trabert (5/5)                    | Rex Hartwig (4/4) Lew Hoad (4/8)                       | Kosei Kamo Atsushi Miyagi                       |
| 1954 | Rex Hartwig (2/4) Mervyn Rose (3/4)                    | Vic Seixas (2/5) Tony Trabert (2/5)                    | Rex Hartwig (3/4) Mervyn Rose (4/4)                    | Vic Seixas (3/5) Tony Trabert (3/5)             |
| 1953 | Lew Hoad (1/8) Ken Rosewall (1/9)                      | Lew Hoad (2/8) Ken Rosewall (2/9)                      | Lew Hoad (3/8) Ken Rosewall (3/9)                      | Rex Hartwig (1/4) Mervyn Rose (2/4)             |
| 1952 | Ken McGregor (5/7) Frank Sedgman (7/9)                 | Ken McGregor (6/7) Frank Sedgman (8/9)                 | Ken McGregor (7/7) Frank Sedgman (9/9)                 | Mervyn Rose (1/4) Vic Seixas (1/5)              |
| 1951 | Ken McGregor (1/7) Frank Sedgman (3/9)                 | Ken McGregor (2/7) Frank Sedgman (4/9)                 | Ken McGregor (3/7) Frank Sedgman (5/9)                 | Ken McGregor (4/7) Frank Sedgman (6/9)          |
| 1950 | John Bromwich (11/13) Adrian Quist (13/14)             | William Talbert (5/5) Tony Trabert (1/5)               | John Bromwich (12/13) Adrian Quist (14/14)             | John Bromwich (13/13) Frank Sedgman (2/9)       |
| 1949 | John Bromwich (9/13) Adrian Quist (12/14)              | Richard Gonzales (1/2) Frank Parker (2/3)              | Richard Gonzales (2/2) Frank Parker (3/3)              | John Bromwich (10/13) Bill Sidwell              |
| 1948 | John Bromwich (7/13) Adrian Quist (11/14)              | Lennart Bergelin Jaroslav Drobný                       | John Bromwich (8/13) Frank Sedgman (1/9)               | Gardnar Mulloy (4/5) William Talbert (4/5)      |
| 1947 | John Bromwich (6/13) Adrian Quist (10/14)              | Eustace Fannin Eric Sturgess                           | Robert Falkenburg (2/2) Jack Kramer (5/6)              | Jack Kramer (6/6) Ted Schroeder (3/3)           |
| 1946 | John Bromwich (5/13) Adrian Quist (9/14)               | Marcel Bernard (1/2) Yvon Petra (2/2)                  | Tom Brown Jack Kramer (4/6)                            | Gardnar Mulloy (3/5) William Talbert (3/5)      |
| 1945 | Torneio não realizado devido à Segunda Guerra Mundial  | Torneio não realizado devido à Segunda Guerra Mundial  | Torneio não realizado devido à Segunda Guerra Mundial  | Gardnar Mulloy (2/5) William Talbert (2/5)      |
| 1944 | Torneio não realizado devido à Segunda Guerra Mundial  | Torneio não realizado devido à Segunda Guerra Mundial  | Torneio não realizado devido à Segunda Guerra Mundial  | Robert Falkenburg (1/2) Don McNeill (2/2)       |
| 1943 | Torneio não realizado devido à Segunda Guerra Mundial  | Torneio não realizado devido à Segunda Guerra Mundial  | Torneio não realizado devido à Segunda Guerra Mundial  | Jack Kramer (3/6) Frank Parker (1/3)            |
| 1942 | Torneio não realizado devido à Segunda Guerra Mundial  | Torneio não realizado devido à Segunda Guerra Mundial  | Torneio não realizado devido à Segunda Guerra Mundial  | Gardnar Mulloy (1/5) William Talbert (1/5)      |
| 1941 | Torneio não realizado devido à Segunda Guerra Mundial  | Torneio não realizado devido à Segunda Guerra Mundial  | Torneio não realizado devido à Segunda Guerra Mundial  | Jack Kramer (2/6) Ted Schroeder (2/3)           |
| 1940 | John Bromwich (4/13) Adrian Quist (8/14)               | Torneio não realizado devido à Segunda Guerra Mundial  | Torneio não realizado devido à Segunda Guerra Mundial  | Jack Kramer (1/6) Ted Schroeder (1/3)           |
| 1939 | John Bromwich (2/13) Adrian Quist (6/14)               | Don McNeill (1/2) Charles Harris                       | Elwood Cooke Bobby Riggs                               | John Bromwich (3/13) Adrian Quist (7/14)        |
| 1938 | John Bromwich (1/13) Adrian Quist (5/14)               | Bernard Destremau Yvon Petra (1/2)                     | Don Budge (3/4) Gene Mako (3/4)                        | Don Budge (4/4) Gene Mako (4/4)                 |
| 1937 | Adrian Quist (3/14) Don Turnbull (2/2)                 | Henner Henkel (1/2) Gottfried von Cramm (1/2)          | Don Budge (2/4) Gene Mako (2/4)                        | Henner Henkel (2/2) Gottfried von Cramm (2/2)   |
| 1936 | Adrian Quist (2/14) Don Turnbull (1/2)                 | Marcel Bernard (1/2) Jean Borotra (9/9)                | George Hughes (2/2) Raymond Tuckey                     | Don Budge (1/4) Gene Mako (1/4)                 |
| 1935 | Jack Crawford (4/6) Vivian McGrath                     | Jack Crawford (5/6) Adrian Quist (1/14)                | Jack Crawford (6/6) Adrian Quist (2/14)                | Wilmer Allison (4/4) John Van Ryn (6/6)         |
| 1934 | George Hughes (1/2) Fred Perry (2/2)                   | Jean Borotra (8/9) Jacques Brugnon (10/10)             | George Lott (7/8) Lester Stoefen (2/3)                 | George Lott (8/8) Lester Stoefen (3/3)          |
| 1933 | Keith Gledhill (2/2) Ellsworth Vines (2/2)             | Pat Hughes Fred Perry (1/2)                            | Jean Borotra (7/9) Jacques Brugnon (9/10)              | George Lott (6/8) Lester Stoefen (1/3)          |
| 1932 | Jack Crawford (3/6) Edgar Moon                         | Jacques Brugnon (7/10) Henri Cochet (5/5)              | Jean Borotra (6/9) Jacques Brugnon (8/10)              | Keith Gledhill (1/2) Ellsworth Vines            |
| 1931 | Charles Donohoe Ray Dunlop                             | George Lott (4/8) John Van Ryn (3/6)                   | George Lott (5/8) John Van Ryn (4/6)                   | Wilmer Allison (3/4) John Van Ryn (5/6)         |
| 1930 | Jack Crawford (2/6) Harry Hopman (2/2)                 | Jacques Brugnon (6/10) Henri Cochet (4/5)              | Wilmer Allison (2/4) John Van Ryn (2/6)                | John Doeg (2/2) George Lott (3/8)               |
| 1929 | Jack Crawford (1/6) Harry Hopman (1/2)                 | Jean Borotra (5/9) René Lacoste (3/3)                  | Wilmer Allison (1/4) John Van Ryn (1/6)                | John Doeg (1/2) George Lott (2/8)               |
| 1928 | Jean Borotra (3/9) Jacques Brugnon (3/10)              | Jean Borotra (4/9) Jacques Brugnon (4/10)              | Jacques Brugnon (5/10) Henri Cochet (3/5)              | John F. Hennessey George Lott (1/8)             |
| 1927 | John Hawkes (3/3) Gerald Patterson (6/6)               | Jacques Brugnon (2/10) Henri Cochet (2/5)              | Francis Hunter (2/3) Bill Tilden (5/6)                 | Francis Hunter (3/3) Bill Tilden (6/6)          |
| 1926 | John Hawkes (2/3) Gerald Patterson (5/6)               | Howard Kinsey (2/2) Vincent Richards (6/7)             | Jacques Brugnon (1/10) Henri Cochet (1/5)              | R. Norris Williams (3/3) Vincent Richards (7/7) |
| 1925 | Pat O'Hara Wood (5/5) Gerald Patterson (4/6)           | Jean Borotra (1/9) René Lacoste (1/3)                  | Jean Borotra (2/9) René Lacoste (2/5)                  | R. Norris Williams (2/3) Vincent Richards (5/7) |
| 1924 | James Anderson (2/2) Norman Brookes (4/4)              | Jean Borotra René Lacoste ‡‡                           | Francis Hunter (1/3) Vincent Richards (4/7)            | Howard Kinsey (1/2) Robert Kinsey               |
| 1923 | Pat O'Hara Wood (4/5) Bert St. John                    | François Blanchy Jean Samazeuilh ‡‡                    | Leslie Godfree Randolph Lycett (5/5)                   | Brian Norton Bill Tilden (4/6)                  |
| 1922 | John Hawkes (1/3) Gerald Patterson (3/6)               | Jacques Brugnon Marcel Dupont ‡‡                       | James Anderson (1/2) Randolph Lycett (4/5)             | Vincent Richards (3/7) Bill Tilden (3/6)        |
| 1921 | Rhys Gemmell Sidney H. Eaton                           | André Gobert William Laurentz ‡‡                       | Randolph Lycett (3/5) Max Woosnam                      | Vincent Richards (2/7) Bill Tilden (2/6)        |
| 1920 | Pat O'Hara Wood (3/5) Ron Thomas (3/3)                 | Max Decugis Maurice Germot ‡‡                          | Chuck Garland Richard Williams (1/3)                   | Clarence Griffin (3/3) Bill Johnston (3/3)      |
| 1919 | Pat O'Hara Wood (1/5) Ron Thomas (1/3)                 | Torneio não realizado devido à Primeira Guerra Mundial | Pat O'Hara Wood (2/5) Ronald Thomas (2/3)              | Norman Brookes (3/4) Gerald Patterson (2/6)     |
| 1918 | Torneio não realizado devido à Primeira Guerra Mundial | Torneio não realizado devido à Primeira Guerra Mundial | Torneio não realizado devido à Primeira Guerra Mundial | Vincent Richards (1/7) Bill Tilden (1/6)        |
| 1917 | Torneio não realizado devido à Primeira Guerra Mundial | Torneio não realizado devido à Primeira Guerra Mundial | Torneio não realizado devido à Primeira Guerra Mundial | Fred Alexander (6/6) Harold Throckmorton        |
| 1916 | Torneio não realizado devido à Primeira Guerra Mundial | Torneio não realizado devido à Primeira Guerra Mundial | Torneio não realizado devido à Primeira Guerra Mundial | Clarence Griffin (2/3) Bill Johnston (2/3)      |
| 1915 | Horace Rice (2/2) Clarence V. Todd                     | Torneio não realizado devido à Primeira Guerra Mundial | Torneio não realizado devido à Primeira Guerra Mundial | Clarence Griffin (1/3) Bill Johnston (1/3)      |
| 1914 | Ashley Campbell (2/2) Gerald Patterson (1/6)           | Max Decugis Maurice Germot ‡‡                          | Norman Brookes (2/4) Anthony Wilding (5/5)             | Thomas Bundy (3/3) Maurice McLoughlin (1/3)     |
| 1913 | Alf Hedeman Ernie Parker (2/2)                         | Max Decugis Maurice Germot ‡‡                          | Charles Dixon (3/3) Herbert Roper Barrett (3/3)        | Thomas Bundy (2/3) Maurice McLoughlin (2/3)     |
| 1912 | James Cecil Parke Charles Dixon (1/3)                  | Max Decugis Maurice Germot ‡‡                          | Charles Dixon (2/3) Herbert Roper Barrett (2/3)        | Thomas Bundy (1/3) Maurice McLoughlin (1/3)     |
| 1911 | Rodney Heath (2/2) Randolph Lycett (2/5)               | Max Decugis Maurice Germot ‡‡                          | Max Décugis André Gobert                               | Raymond Little Gus Touchard                     |
| 1910 | Ashley Campbell (1/2) Horace Rice (1/2)                | Max Decugis Maurice Germot ‡‡                          | Josiah Ritchie Anthony Wilding (4/5)                   | Fred Alexander (5/6) Harold Hackett (4/4)       |
| 1909 | J. P. Keane Ernie Parker (1/2)                         | Max Decugis Maurice Germot ‡‡                          | Arthur Gore Herbert Roper Barrett (1/3)                | Fred Alexander (4/6) Harold Hackett (3/4)       |
| 1908 | Fred Alexander (2/6) Alfred Dunlop                     | Max Decugis Maurice Germot ‡‡                          | Josiah Ritchie Anthony Wilding (3/5)                   | Fred Alexander (3/6) Harold Hackett (2/4)       |
| 1907 | William Gregg Harry Parker                             | Max Decugis Maurice Germot ‡‡                          | Norman Brookes (1/4) Anthony Wilding (2/5)             | Fred Alexander (1/6) Harold Hackett (1/4)       |
| 1906 | Rodney Heath (1/2) Anthony Wilding (1/5)               | Max Decugis Maurice Germot ‡‡                          | Frank Riseley (2/2) Sydney Smith (2/2)                 | Holcombe Ward (6/6) Beals Wright (3/3)          |
| 1905 | Randolph Lycett (1/5) Tom Tachell                      | Max Decugis J. Worth ‡‡                                | Lawrence Doherty (10/10) Reginald Doherty (10/10)      | Holcombe Ward (5/6) Beals Wright (2/3)          |
| 1904 |                                                        | Max Decugis Maurice Germot ‡‡                          | Lawrence Doherty (9/10) Reginald Doherty (9/10)        | Holcombe Ward (4/6) Beals Wright (1/3)          |
| 1903 | Max Decugis J. Worth ‡‡                                | Lawrence Doherty (7/10) Reginald Doherty (7/10)        | Lawrence Doherty (8/10) Reginald Doherty (8/10)        |                                                 |
| 1902 | Max Decugis J. Worth ‡‡                                | Frank Riseley (1/2) Sydney Smith (1/2)                 | Lawrence Doherty (6/10) Reginald Doherty (6/10)        |                                                 |
| 1901 | André Vacherot M. Vacherot ‡‡                          | Lawrence Doherty (5/10) Reginald Doherty (5/10)        | Dwight Davis (3/3) Holcombe Ward (3/6)                 |                                                 |
| 1900 | Paul Aymé P. Lebreton ‡‡                               | Lawrence Doherty (4/10) Reginald Doherty (4/10)        | Dwight Davis (2/3) Holcombe Ward (2/6)                 |                                                 |
| 1899 | Paul Aymé P. Lebreton ‡‡                               | Lawrence Doherty (3/10) Reginald Doherty (3/10)        | Dwight Davis (1/3) Holcombe Ward (1/6)                 |                                                 |
| 1898 | X. Casdagli M. Vacherot ‡‡                             | Lawrence Doherty (2/10) Reginald Doherty (2/10)        | George Sheldon (2/2) Leo Ware (2/2)                    |                                                 |
| 1897 | Paul Aymé P. Lebreton ‡‡                               | Lawrence Doherty (1/10) Reginald Doherty (1/10)        | George Sheldon (1/2) Leo Ware (1/2)                    |                                                 |
| 1896 | F. Warden Wynes ‡‡                                     | Herbert Baddeley (4/4) Wilfred Baddeley (4/4)          | Carr Neel Sam Neel                                     |                                                 |
| 1895 | André Vacherot G. Winzer ‡‡                            | Herbert Baddeley (3/4) Wilfred Baddeley (3/4)          | Malcolm Chace Robert Wrenn                             |                                                 |
| 1894 | G. Brosselin Lesage ‡‡                                 | Herbert Baddeley (2/4) Wilfred Baddeley (2/4)          | Clarence Hobart (3/3) Fred Hovey (2/2)                 |                                                 |
| 1893 | Goldsmith J. Schopfer ‡‡                               | Joshua Pim (2/2) Frank Stoker (2/2)                    | Clarence Hobart (2/3) Fred Hovey (1/2)                 |                                                 |
| 1892 | D. Albertini J. Havet ‡‡                               | Ernest Lewis Harry S. Barlow                           | Oliver Campbell (3/3) Robert Huntington (2/2)          |                                                 |
| 1891 | B. Desjoyau T. Legrand ‡‡                              | Herbert Baddeley (1/4) Wilfred Baddeley (1/4)          | Oliver Campbell (2/3) Robert Huntington (1/2)          |                                                 |
| 1890 |                                                        |                                                        | Joshua Pim (1/2) Frank Stoker (1/2)                    | Valentine Hall (2/2) Clarence Hobart (1/3)      |
| 1889 | Ernest Renshaw (5/5) William Renshaw (5/5)             | Henry Slocum Howard Taylor                             |                                                        |                                                 |
| 1888 | Ernest Renshaw (4/5) William Renshaw (4/5)             | Oliver Campbell (1/3) Valentine Hall (1/2)             |                                                        |                                                 |
| 1887 | Patrick Bowes-Lyon Herbert Wilberforce                 | James Dwight (5/5) Richard Sears (6/6)                 |                                                        |                                                 |
| 1886 | Ernest Renshaw (3/5) William Renshaw (3/5)             | James Dwight (4/5) Richard Sears (5/6)                 |                                                        |                                                 |
| 1885 | Ernest Renshaw (2/5) William Renshaw (2/5)             | Joseph Clark Richard Sears (4/6)                       |                                                        |                                                 |
| 1884 | Ernest Renshaw (1/5) William Renshaw (1/5)             | James Dwight (3/5) Richard Sears (3/6)                 |                                                        |                                                 |
| 1883 |                                                        |                                                        | James Dwight (2/5) Richard Sears (2/6)                 |                                                 |
| 1882 | James Dwight (1/5) Richard Sears (1/6)                 |                                                        |                                                        |                                                 |
| 1881 | Clarence Clark Frederick Winslow Taylor                |                                                        |                                                        |                                                 |

| Legenda |
| ‡ Edição do Australian Open realizada em dezembro (tradicionalmente, o evento é disputado em janeiro). Em 1977, aconteceram duas edições: em janeiro e dezembro |
| ‡‡ Edição reservada a jogadores franceses ou residentes em França. Não reconhecido como Torneio do Grand Slam pela Federação Internacional de Tênis (ITF)       |